# Mišljenovac (Serbia)
Mišljenovac (cyr. Мишљеновац) – wieś w Serbii, w okręgu braniczewskim, w gminie Kučevo. W 2011 roku liczyła 403 mieszkańców.